# L'Antínous del Belvedere
L'Antínous del Belvedere, també conegut com el Lantin, és una estàtua de marbre, una còpia romana d'un original grec, interpretada durant molt de temps com una representació d'Antínous, ara reconegut com un Hermes del tipus Andros-Farnese. Es conserva al Museu Pius-Clementí.

## Història
Descoberta a Roma a prop del Castell Sant'Angelo, l'antic mausoleu de l'emperador Hadrià, i que data del seu regnat, l'estàtua es considerà al principi una representació del seu preferit, Antínous. El 1543, Pau III la va adquirir i la feu col·locar entre les peces antigues del pati octogonal del Palau Belvedere, que constitueixen el nucli original de les col·leccions dels Museus Vaticans, en què hi havia obres tan famoses com el Laocoont i els seus fills i l'Apol·lo del Belvedere, adquirit a la primeria de segle per Juli II.
L'estàtua es feu molt famosa ràpidament.Nicolas Poussin la veia com el cànon de les proporcions ideals i el 1683, Gérard Audran la inserí en la seua col·lecció de Proporcions del cos humà mesurades sobre les figures més belles de l'Antiguitat, destinada a joves escultors. Fou objecte de nombrosos motles: una còpia de bronze fosa per Hubert Le Sueur era a les col·leccions de Carles I d'Anglaterra abans de ser comprada per Cromwell; una altra, dibuixada pels germans Keller, formava part de la col·lecció de Lluís XIV; Pere I també en comprarà una còpia de marbre. N'hi ha motles en acadèmies d'art, com les de Milà i Berlín.
Winckelmann la reconeix com una estàtua de "primera classe" i admira molt el seu cap, "sense dubte, un dels caps més bells d'un jove de l'Antiguitat", tot i que en critica el treball dels peus, el ventre i les cames. En el seu temps, la identificació amb Antínous ja es va rebutjar com a falsa, i l'estàtua s'interpretà com un Melèagre, heroi de la cacera del senglar de Calidó. En acabant, l'identificaria com un Hermes l'erudit Ennio Quirino Visconti (1818-1822).

## Descripció
L'estàtua, d'1,95 m d'alçada, representa un jove nu amb una capa damunt l'espatla i l'avantbraç esquerres. Es reconeix com una variant del tipus Andros (o Andros-Farnese), del qual l'exemple epònim inclou, a més a més de la capa, una serp que s'enfila per l'arbre de suport: tots dos atributs permeten una identificació inequívoca amb Hermes en el seu paper funerari de psicopomp (conductor d'ànimes). El tipus se situa en la influència directa de l'Hermes amb Dionís infant.

## Galeria d'imatges

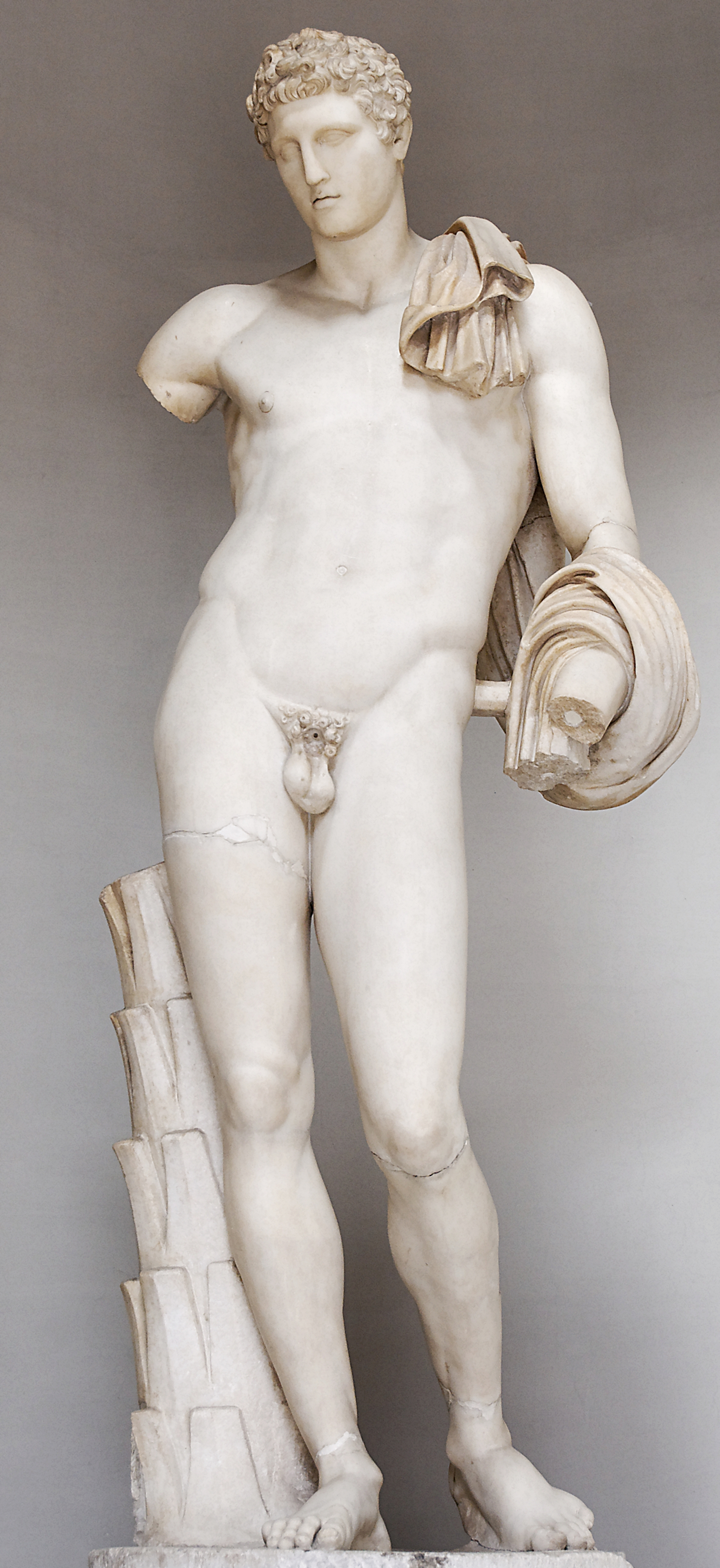
L'Antínous del Belvedere, Pati Octagonal, Museu Pius-Clementí, Vaticà
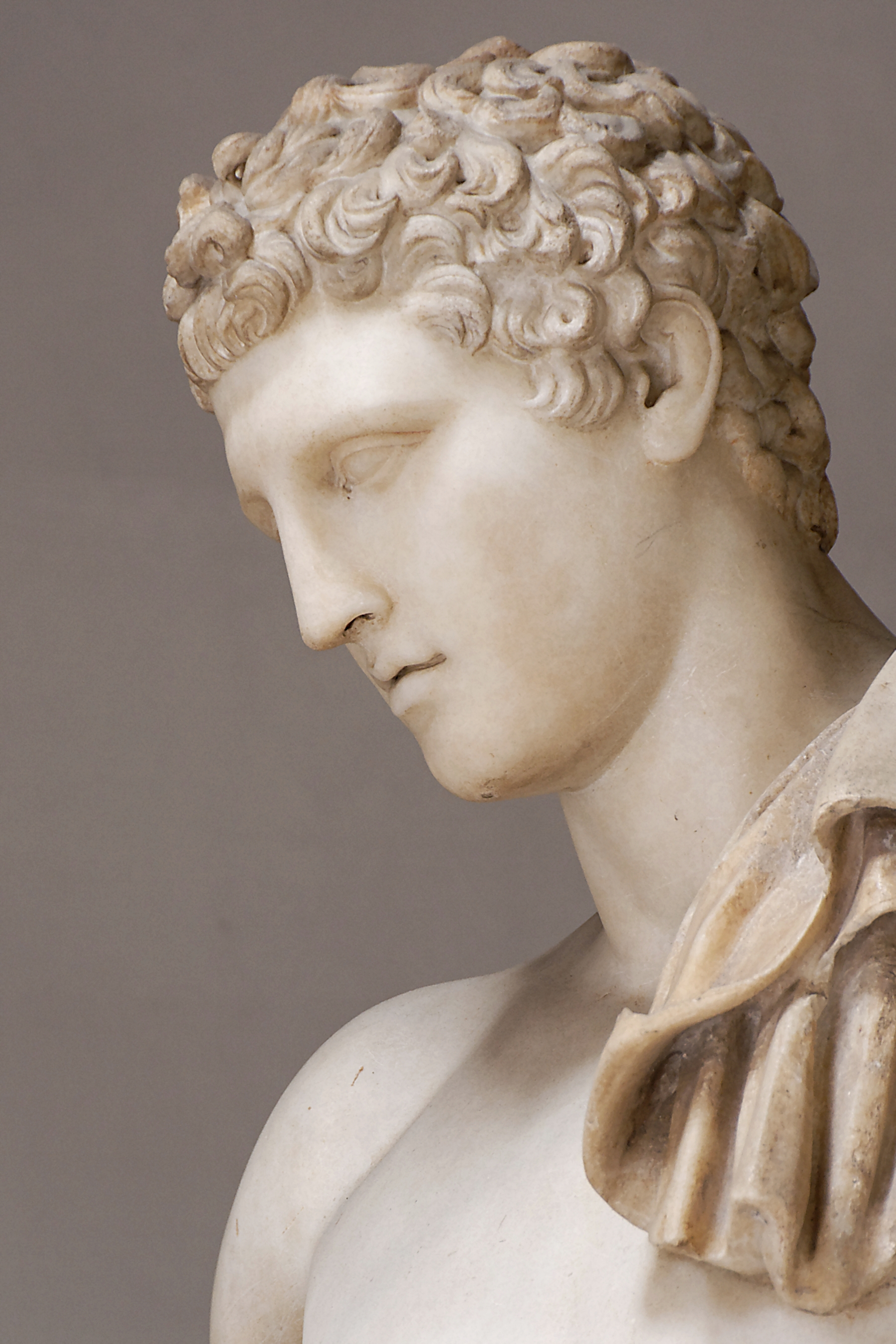
Detall del cap